# Arquebisbat d'Eger

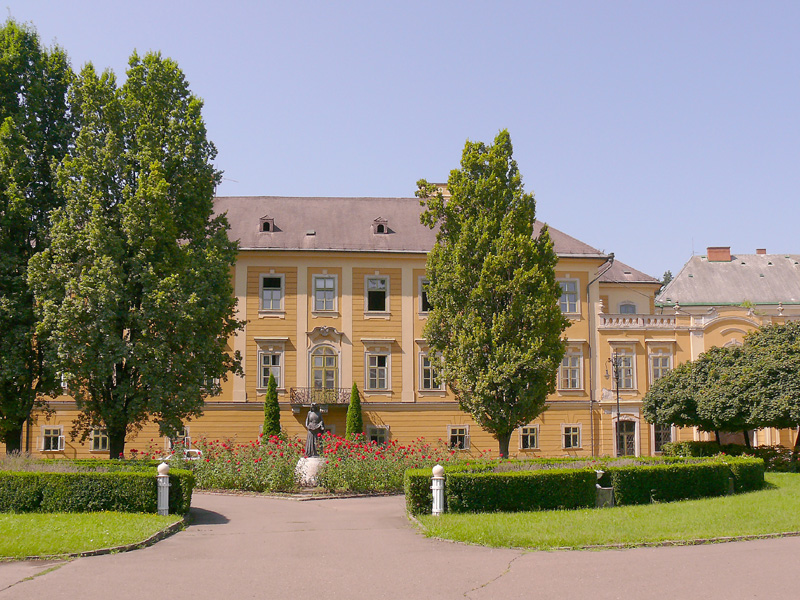
El palau episcopal d'Eger.

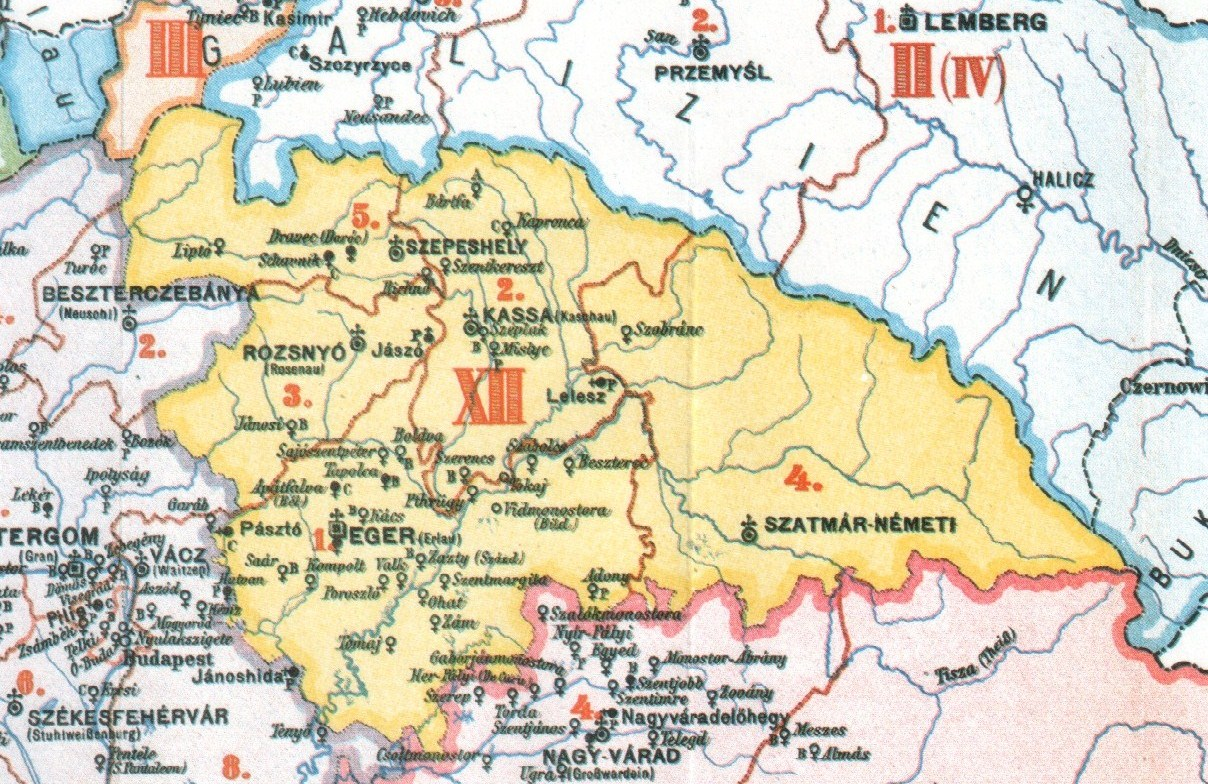
Mapa de la província eclesiàstica d'Eger al.

L'arquebisbat d'Eger (hongarès: Egri főegyházmegye, llatí: Archidioecesis Agriensis) és una seu metropolitana de l'Església Catòlica a Hongria. Al 2016 tenia 692.000 batejats sobre una població de 1.264.000 habitants. Actualment està regida per l'arquebisbe Csaba Ternyák.

## Territori
La diòcesi comprèn tota la província de Borsod-Abaúj-Zemplén, la quasi totalitat de la província d'Heves i la part centre-septentrional de la província de Jász-Nagykun-Szolnok.
La seu arxiepiscopal és la ciutat de Eger, on es troba la catedral de Sants Joans Baptista i Evangelista. A Sárospatak es troba la basílica menor de Sant Joan Baptista.
El territori s'estén sobre 11.500 km², i està dividit en 310 parròquies.

### La província eclesiàstica
La província eclesiàstica d'Eger, instituïda el 1804, comprèn dues sufraganie:
- el bisbat de Debrecen-Nyíregyháza
- el bisbat de Vác.

## Història
La diòcesi va ser erigida el 1004, després de la conversió dels hongaresos al cristianisme, i va ser sotmesa a la metropolia d'Esztergom. La tasca d'evangelització va continuar en les dècades següents amb l'anunci de l'Evangeli als pobles pagans dels cumans i dels petxenegs, que s'havien instal·lat al vast territori de la diòcesi. Els treballs de construcció de les estructures diocesanes van ser greument provats per la invasió dels mongols el 1241-42; quan tot va ser destruït, inclosa l'antiga catedral, que havia estat construïda al castell d'Eger i dedicada a Sant Joan Apòstol i Evangelista.
Un altre moment difícil va viure la diòcesi a la primera part del segle xv, quan el nord d'Hongria va patir les incursions dels hussites txecs ; la ciutat episcopal fou incendiada el 1442 i la major part de la seva població fou massacrada. Un altre incendi devastador va assolar Eger el 1544.
Un dels bisbes més famosos fou Ippolito d'Este que, elegit arquebisbe d'Esztergom sent nen, preferí optar per un trasllat a la diòcesi d'Eger que no comportava l'obligació de residència, per tornar a Itàlia. Posteriorment el cardenal Ippolito, per no perdre els ingressos de la seva diòcesi hongaresa, va decidir traslladar-se a Eger amb tota la seva petita cort, però Ludovico Ariosto es va negar a seguir el seu senyor.
El 1566, arran de la conquesta dels turcs, la seu i el capítol van ser traslladats a Košice, on es va fer servir l'església de Santa Isabel com a catedral. En aquest moment es va iniciar un període de decadència del catolicisme i una greu crisi per a la diòcesi, causada també per les nombroses guerres lluitades al seu territori, que van afavorir la introducció del protestantisme. Només amb el segle XVII es van iniciar les obres de restauració del catolicisme, gràcies sobretot a l'obra del bisbe Imre Lósy (1633-1637), que va convocar un sínode diocesà el 1635; durant l'episcopat de György Jakosics (1645-1648) hi va haver la unió amb els rutenis presents al territori diocesà; el bisbe Benedek Kisdy (1652-1660) va establir una universitat a Košice amb les facultats de filosofia i teologia, que també funcionaven com a seminari diocesà.
Fins a l'edició del Missal Post-Tridentí de Pius V s'utilitzava el ritu de l'arxidiòcesi d'Esztergom, el missal del qual, originat a partir d'un sagramentari de finals del segle xii, es va imprimir el 1484. Les rúbriques litúrgiques es van recollir a l'Ordinarius Strigoniensis que va tenir vuit edicions entre el 1493 i el 1520. Els mateixos llibres litúrgics també es van utilitzar en diòcesis sufragànies. Després del concili de Trento, la missa estrigoniense va romandre en ús fins al sínode de 1629, en què es va aprovar per unanimitat l'acceptació del Missal romà de Pius V, però amb l'afegit de les festes dels sants del Regne d'Hongria, dues de les quals també van ser incloses al calendari general romà: Sant Esteve d'Hongria i Sant Adalbert. L'arxidiòcesi d'Eger adoptarà el ritual Agriense, imprès per primera vegada a Košice el 1666 i substancialment similar al ritual estrigonienc de 1625. Amb l'edició de 1702 s'introduiran algunes diferències. La darrera edició es va imprimir el 1898.
El 1687 Eger fou reconquerida i el 1695 tornà a ser bisbat i es restablí el culte catòlic a les esglésies transformades en mesquites. El 1705 es va crear el seminari d'Eger per posar remei a una greu mancança de sacerdots. La tasca de reconstrucció moral i religiosa de la diòcesi va continuar al llarg del segle xviii.
El 9 d'agost de 1804, la diòcesi va ser elevada al rang d'arxidiòcesi metropolitana amb la butlla Super universas del papa Pius VII. Al mateix temps, el seu ampli territori es va dividir amb la creació de dues noves diòcesis, Košice i Satu Mare, que es van convertir en sufragànies d'Eger juntament amb les diòcesis existents de bisbat de Rožňava i de Spiš.
Segons els anuaris catòlics, hi havia 633.804 catòlics llatins a l'arxidiòcesi de principis dels anys 1900 ; 81.217 catòlics del ritu bizantí (abans coneguda com a Esglésies Unides), i 503.407 cristians grecs-ortodoxos, membres protestants de les diverses denominacions. La comunitat jueva estava florint. Les parròquies eren 200, amb 342 membres del clergat secular i 51 religioses. La llengua vernacular que s'utilitzava era l'hongarès predominantment, així com també l'alemany, el croat, l'eslovac i fins i tot l'armeni.
Durant el període comunista (1949-1989), les llibertats religioses es van limitar, es van confiscar els béns eclesiàstics (excepte les esglésies), es van tancar les escoles catòliques, es van suprimir els ordres religiosos: va ser el període difícil i dur de l'"Església del silenci".
El 1982, es van annexionar a la diòcesi els territoris de les administracions apostòliques per les porcions hongareses de les diòcesis de Rožňava, Košice i Satu Mare, que s'havien erigit el 2 de setembre de 1937.
El 31 de maig de 1993, l'arxidiòcesi va cedir una part del seu territori en benefici de l'erecció de la diòcesi de Debrecen-Nyíregyháza i altres porcions de territori van ser cedides a les diòcesis de Vác i Seghedino-Csanád, assumint així l'actual fisonomia territorial. La diòcesi de Debrecen-Nyíregyháza i Vác van ser sotmeses a l'arxidiòcesi d'Eger, que des de 1937 havia estat privada de restes de sufragània a Txecoslovàquia i Romania.

## Cronologia episcopal
- Katapán I † (citat el 1009)
- Bonifacius † (prima del 1019 - 1037 ?)
- San Bőd (Buldus) † (1037 - 24 de setembre de 1047 mort)
- Péter I † (1048 - vers 1096 mort)
- Procopius † (1102 - ?)
- Lőrinc † (1104 - vers 1105 nomenat arquebisbe d'Esztergom)
- Márton I † (1106 - 1111)
- Volferius † (1111 - 1113)
- Kilit † (1114 - 1131)
- András I † (1132 - ?)
- Bestrius † (1135 - ?)
- Martyrius † (1143 - 1151 nomenat arquebisbe d'Esztergom)
- Lukács Bánffi † (1151 - 1161 nomenat arquebisbe d'Esztergom)
- Sarna † (vers 1161 - 1166)
- Chamma † (1166 - ?)
- Miklós † (1169 - 1181 nomenat arquebisbe d'Esztergom)
- Péter II † (1181 - 1195)
- Katapán II † (1198 - vers 1216 mort)
- Tamás † (1217 - ?)
- Kilit Bél † (1225 - 1242)
- Lampert Hont-Pázmány † (1243 - 1275 mort)
- András II † (1275 - 1304 mort)
- Márton II † (1307 - ?)
- Csanád Telegdi † (1322 - 17 de setembre de 1330 nomenat arquebisbe d'Esztergom)
- Miklós Dörögdi † (17 de setembre de 1330 - després del 1359)
- Mihály Széchényi † (28 de novembre de 1362 - 5 de juliol de 1377 mort)
- Imre Czudar † (2 d'octubre de 1377 - 1384)
- János Kanizsai † (27 d'agost de 1384 - 25 d'octubre de 1387 nomenat arquebisbe d'Esztergom)
- István Czikó † (2 d'octubre de 1377 - 1400)
- Tamás Ludany, O.Cist. † (23 de març de 1400 - 1410)
- Stibor Stiborici † (13 d'agost de 1410 - 1421)
- Tamás Ludany, O.Cist. † (1421 - 1424) (per segona vegada)
- Péter Rozgonyi † (23 de maig de 1425 - 1438 mort)
- Dénes Szécsi † (5 de juny de 1439 - 15 de febrer de 1440 nomenat arquebisbe d'Esztergom)
- Simon Rozgonyi † (15 de febrer de 1440 - 10 de novembre de 1444 mort)
- László Héderváry † (1447 - 1467 mort)
- Johann Beckenschlager † (13 de juny de 1467 - 15 de març de 1474 nomenat arquebisbe d'Esztergom)
- Gabriele Rangone, O.F.M. † (24 d'abril de 1475 - 27 de setembre de 1486 mort)
- Orbán Doczy von Nagylúcse † (27 d'abril de 1487 - 1491 mort)
  - Roderic de Borja † (1491 - 11 d'agost de 1492 elegit papa amb el nom d'Alexandre VI) (administrador apostòlic)
  - Ascanio Sforza † (31 d'agost de 1492 - de juny de 1497 renuncià) (administrador apostòlic)
- Tamás Bakócz † (9 de juny de 1497 - 20 de desembre de 1497 nomenat arquebisbe d'Esztergom)
  - Ippolito d'Este † (20 de desembre de 1497 - 3 de setembre de 1520 mort) (administrador apostòlic)
- Giulio de' Medici † (12 de setembre de 1520 - 18 de juny de 1523 renuncià, posteriorment elegit papa amb el nom de Climent VII)
- László Szalkay † (18 de juny de 1523 - 6 de maig de 1524 nomenat arquebisbe d'Esztergom)
- Pál Várdai † (1526 - 1526 nomenat arquebisbe d'Esztergom)
- Tamás Zalaházi † (3 de febrer de 1529 - 1537 mort)
- Francesco Frangipane, O.F.M. † (30 de maig de 1539 - 1543 mort)
  - Sede vacante (1543-1550)
- Miklós Oláh † (4 de juliol de 1550 - 3 d'agost de 1554 nomenat arquebisbe d'Esztergom)
- Ferenc Ujlaky † (3 d'agost de 1554 - 1 de febrer de 1555 mort)
  - Sede vacante (1555-1560)
- Antal Verancsics † (17 de juliol de 1560 - 27 de setembre de 1570 nomenat arquebisbe d'Esztergom)
  - Sede vacante (1570-1573)
- István Radeczy de Zemche † (15 de maig de 1573 - de febrer de 1586 mort)
  - Sede vacante (1586-1600)
  - Demeter Napragy † (1594 - 1596) (no confirmat)
  - János Cserödy † (17 de juny de 1596 - 5 d'agost de 1597 mort) (no confirmat)
- István Szuhay † (23 d'octubre de 1600 - 5 d'octubre de 1607 nomenat arquebisbe de Kalocsa)
  - Sede vacante (1607-1631)
  - János Erdödy † (1616 - 1625 mort) (no confirmat)
- Johannes Pyber de Gyerkény † (7 d'abril de 1631 - d'octubre de 1633 mort)
- Imre Lósy † (1633 - 16 de novembre de 1637 nomenat arquebisbe d'Esztergom)
  - Sede vacante (1637-1645)
  - György Lippay Zombori † (1 de maig de 1637 - 18 de novembre de 1642 nomenat arquebisbe d'Esztergom) (no confirmat)
- György Jakosics † (18 de setembre de 1645 - 21 de setembre de 1648 mort)
  - Sede vacante (1648-1652)
  - György Szelepcsényi † (8 de desembre de 1647 - ?) (no confirmat)
- Benedek Kisdy † (8 d'abril de 1652 - de juny de 1660 mort)
  - Sede vacante (1660-1667)
- Tamás Erdődy Pálffy † (12 de desembre de 1667[4] - 14 de desembre de 1671 nomenat bisbe de Nitra)
- Ferenc Szegedy † (21 de març de 1672[5] - 1675 mort)
  - György Bársony de Lovas-Berény † (vers 1675 - 18 de gener de 1678 mort) (no confirmat)
- Nándor Erdődy Pállfy † (5 de setembre de 1678 - 31 d'octubre de 1680 mort)
- Péter Korompay † (20 d'abril de 1682[6] - 24 de novembre de 1687 nomenat bisbe de Nitra)
- György Fenessy † (12 de maig de 1687 - 4 de març de 1699 mort)
  - Sede vacante (1699-1702)
- István Telekesy † (31 de juliol de 1702 - 3 de març de 1715 mort)
- Gábor Antal Erdődy † (3 de març de 1715 - 26 de setembre de 1744 mort)
- Ferenc Barkóczy † (10 de maig de 1745[7] - 13 de juliol de 1761 nomenat arquebisbe d'Esztergom)
- Károly Esterházy † (19 d'abril de 1762[8] - 4 de març de 1799 mort)
  - Sede vacante (1799-1804)
- Ferenc Fuchs † (20 d'agost de 1804 - 27 de juny de 1807 mort)
- István Fischer de Nagy † (18 de setembre de 1807 - 4 de juliol de 1822 mort)
  - Sede vacante (1822-1827)
- Ján Krstitel Ladislav Pyrker, O.Cist. † (9 d'abril de 1827 - 2 de desembre de 1847 mort)
  - Sede vacante (1847-1850)
- Vojtech Bartakovič † (30 de setembre de 1850 - 30 de maig de 1873 mort)
- József Samassa † (25 de juliol de 1873 - 20 d'agost de 1912 mort)
- Ľudovít Szmrecsányi † (20 d'agost de 1912 - 28 de gener de 1943 mort)
- Gyula Czapik † (7 de maig de 1943 - 25 d'abril de 1956 mort)
  - Sede vacante (1956-1969)
- Pál Brezanóczy † (10 de gener de 1969 - 11 de febrer de 1972 mort)
- József Bánk † (2 de febrer de 1974 - 2 de març de 1978 nomenat arquebisbe, a títol personal, de Vác)
- László Kádár, O.Cist. † (2 de març de 1978 - 20 de desembre de 1986 mort)
- István Seregély † (5 de juny de 1987 - 15 de març de 2007 jubilat)
- Csaba Ternyák, des del 15 de març de 2007

## Estadístiques
A finals del 2016, la diòcesi tenia 692.000 batejats sobre una població de 1.264.000 persones, equivalent al 54,7% del total.
| any  | població  | població  | població | sacerdots | sacerdots       | sacerdots       | sacerdots             | diaques | religiosos | religiosos | parròquies |
| ---- | --------- | --------- | -------- | --------- | --------------- | --------------- | --------------------- | ------- | ---------- | ---------- | ---------- |
| any  | batejats  | total     | %        | total     | clergat secular | clergat regular | batejats por sacerdot | diaques | homes      | dones      |            |
| 1948 | 990.233   | 1.582.047 | 62,6     | 464       | 457             | 7               | 2.134                 |         | 192        | 696        | 282        |
| 1970 | 1.000.000 | 1.800.000 | 55,6     | 476       | 476             |                 | 2.100                 |         |            |            | 303        |
| 1980 | 899.000   | 1.371.000 | 65,6     | 372       | 372             |                 | 2.416                 |         |            |            | 302        |
| 1990 | 1.121.000 | ?         | ?        | 400       | 371             | 29              | 2.802                 |         | 29         |            | 440        |
| 1999 | 600.000   | 950.000   | 63,2     | 224       | 203             | 21              | 2.678                 | 1       | 22         | 39         | 313        |
| 2000 | 595.000   | 945.000   | 63,0     | 221       | 198             | 23              | 2.692                 | 1       | 24         | 41         | 313        |
| 2001 | 595.000   | 945.000   | 63,0     | 238       | 209             | 29              | 2.500                 | 2       | 35         | 42         | 313        |
| 2002 | 690.000   | 1.210.000 | 57,0     | 230       | 205             | 25              | 3.000                 | 2       | 33         | 42         | 314        |
| 2003 | 690.000   | 1.260.000 | 54,8     | 233       | 208             | 25              | 2.961                 | 2       | 33         | 43         | 314        |
| 2004 | 690.000   | 1.260.000 | 54,8     | 234       | 199             | 35              | 2.948                 | 2       | 37         | 49         | 314        |
| 2006 | 690.000   | 1.260.000 | 54,8     | 223       | 197             | 26              | 3.094                 | 8       | 30         | 40         | 314        |
| 2013 | 685.000   | 1.260.000 | 54,4     | 188       | 167             | 21              | 3.643                 | 14      | 30         | 35         | 301        |
| 2016 | 692.000   | 1.264.000 | 54,7     | 200       | 171             | 29              | 3.460                 | 14      | 38         | 35         | 310        |